# Acacia Hills
Acacia Hills är en del av en befolkad plats i Australien. Den ligger i kommunen Litchfield och territoriet Northern Territory, omkring 48 kilometer sydost om territoriets huvudstad Darwin. Antalet invånare är 440.
Runt Acacia Hills är det mycket glesbefolkat, med 2 invånare per kvadratkilometer.. Det finns inga andra samhällen i närheten.
Omgivningarna runt Acacia Hills är huvudsakligen savann. Genomsnittlig årsnederbörd är 1 732 millimeter. Den regnigaste månaden är januari, med i genomsnitt 436 mm nederbörd, och den torraste är juni, med 1 mm nederbörd.